# Sava II Petrović-Njegoš
Sava II Petrović-Njegoš (1702-1782), (en serbe cyrillique : Сава II Петровић Његош) fut prince-évêque du Monténégro de 1735 à 1782.